# Baloira (La Estrada)
Baloira es una parroquia en el norte del término municipal del ayuntamiento de La Estrada, en la provincia de Pontevedra, comunidad autónoma de Galicia, España.

## Límites
Limita con las parroquias de Toedo, San Julián de Vea, Santa Cristina de Vea, Santeles y Toedo.

## Población
En 1842 tenía una población de hecho de 98 personas. En los veinte años que van de 1986 a 2006 la población pasó de 597 a 462 personas, lo cual significó una pérdida del 25,23%.
- Datos: Q3396973
- Multimedia: Baloira, A Estrada / Q3396973